# Stanisław Chrabelski
Stanisław Chrabelski (ur. 4 listopada 1900 w Łodzi, zm. 8 lutego 1977 w Warszawie) – polski architekt.

## Życiorys
Walczył w wojnie polsko-bolszewickiej. W 1921 zdał maturę w Państwowym Gimnazjum im. Mikołaja Kopernika w Łodzi, zaś w 1936 ukończył studia na Wydziale Architektury Politechniki Warszawskiej, następnie rozpoczął pracę w Dyrekcji Lasów Państwowych, gdzie w 1939 został kierownikiem Oddziału Budownictwa. Podczas II wojny światowej był zaangażowany w konspirację, walczył w powstaniu warszawskim używając pseudonimu „Podkowa”. Od 1945 członek warszawskiego oddziału SARP, w tym samym roku został Naczelnikiem Oddziału Inwentaryzacji i Statystyki Biura Odbudowy Stolicy (1945-?). Projektant w Pracowni Konserwacji Zabytków. Od 1946 do 1950 był Prezesem Zarządu Okręgowego SARP (1946-50). Członek OSK i OKR. Pochowany na Cmentarzu Wojskowym na Powązkach w Warszawie (kw. B15, rząd 6, grób 2).
Jego bratem był architekt Kazimierz Chrabelski.

## Odznaczenia
- Złoty Krzyż Zasługi,
- Krzyż Kawalerski Orderu Odrodzenia Polski,
- Srebrna Odznaka SARP (1954),
- Złota Odznaka SARP (1955),
- Złota Odznaka BOS,
- Medal 10-lecia,
- Złota Odznaka Ministerstwa Budownictwa.